# Берчоју (Валча)
Берчоју (рум. Bercioiu) насеље је у Румунији у округу Валча у општини Будешти. Oпштина се налази на надморској висини од 287 m.

## Становништво
Према подацима из 2002. године у насељу је живело 356 становника, од којих су сви румунске националности.